# Нека сећање траје: стари Пожаревац
Нека сећање траје: стари Пожаревац је Мирољуба Поповића-Цицка (1943) обкјављена 2003. године у издању издавачке куће "ИКА", из Пожаревца.

## О делу
Књига Нека сећање траје: стари Пожаревац садржи описе најзначајнијих становника старог Пожаревца. Књига садржи фотографије старог Пожаревца које потичу из породичних албумима. 